# Immunofenotyp
Immunofenotyp – opis antygenowych cech komórki, odpowiednich dla jej linii rozwojowej, stopnia dojrzałości i aktywności biologicznej. Immunofenotypowanie komórek polega na badaniu ekspresji specyficznych antygenów, za pomocą metod immunochemicznych lub cytometrii przepływowej. 
Antygeny oznaczane w trakcie immunofenotypowania (określania immunofenotypu) nazywa się markerami (inaczej antygenami różnicowania komórkowego, w skrócie CD).
Immunofenotyp określa się poprzez dodanie następujących oznaczeń do nazwy danego antygenu:
- znak "+" - oznacza ekspresję danego antygenu przez komórkę;
- znak "-" - oznacza brak ekspresji danego antygenu;
- hi, high (z ang. wysoki, wysoko) - oznacza wysoką ekspresję danego antygenu;
- lo lub low (z ang. niski, nisko), weak (z ang. słaby, słabo) - oznacza niski poziom ekspresji danego antygenu;
- bright (z ang. jasny), ++ - synonim określenia hi;
- dim (z ang. ciemny) - synonim określenia lo;
- med (z ang. pośredni) - oznacza ekspresję danego białka na poziomie pośrednim pomiędzy wysokim i niskim;
- neg lub negative - synonim określenia -;
- pos lub positive - synonim określenia +;

Przykłady:
- CD3+ CD25hi CD4+ CD8- Fop3+ - zapis ten opisuje komórkę, która wykazuje ekspresję cząsteczek CD3, CD4 i Foxp3, wysoką ekspresję cząsteczki CD25 oraz brak ekspresji białka CD8; Taki fenotyp definiuje limfocyty T regulatorowe CD4;
- CD14bright CD16lo HLA-DRbright - zapis przedstawia komórkę wykazującą wysoką ekspresję markerów CD14 i HLA-DR, przy jednocześnie niskiej ekspresji białka CD16; Jest to fenotyp jednej z subpopulacji monocytów;
- CD45- EpCAM+ - zapis przedstawia brak ekspresji cząsteczki CD45 charakterystycznej dla leukocytów, przy jednoczesnej obecności białka EpCAM, charakterystycznego dla komórek nabłonkowych.

Immunofenotypowanie komórek znajduje szerokie zastosowanie w immunologii, hematologii i onkologii.